# Марич, Мирьяна
Мирьяна Марич (серб. Мирјана Марић; 10 января 1970, Нью-Йорк) — сербская шахматистка, гроссмейстер среди женщин (1991).
Двукратная чемпионка Сербии (1991 — вместе с С. Максимович и 1993).
Участница Всемирных шахматных олимпиад (1990, 1994—1996). Чемпионаты мира среди девушек до 16 лет: 1984 — 1—3-е; 1985 — 1—2-е места.
Выпускница математического факультета Белградского университета. Сестра Алиса — сербская шахматистка, международный мастер (1993). Вышла замуж за международного мастера Зорана Стаменковича . После 2000 года Мирьяна Марич играла время от времени, в основном в командных соревнованиях. После долгого перерыва она играла в женском чемпионате Сербии в Панчево в 2007 году и заняла четвертое место из 12 участников.

## Изменения рейтинга
| Графики недоступны из-за технических проблем. См. информацию на Фабрикаторе и на mediawiki.org. |